# 어도비 에지
어도비 에지(Adobe Edge)는 어도비 시스템즈가 개발한 웹 개발 도구 모음이다.

## 응용 소프트웨어

### 어도비 에지 리플로
어도비 에지 리플로(Adobe Edge Reflow)는 반응형 웹 디자인을 빠르게 만들 수 있는 프로그램이다. 웹 전용 디자인 페이지는 간단하면서 효과적인 CSS 디자인 및 레이아웃 특징을 나타낼 수 있으며 에지 인스펙트(Edge Inspect)가 설치된 브라우저 또는 장치에서 디자인을 미리 볼 수 있다. 현재는 어도비 크리에이티브 클라우드에서 무료로 다운로드하여 사용할 수 있다.

### 어도비 에지 코드
어도비 에지 코드(Adobe Edge Code)는 HTML, CSS 및 자바스크립트로 작업하는 웹 개발자를 위한 간소한 코드 편집기이다. 에지 코드는 브라우저를 사용하여 작업하도록 제작되었으며, 코드의 변경 내용을 화면에 바로 표시하여 개발 시간을 단축할 수 있다. 현재는 어도비 크리에이티브 클라우드에서 무료로 다운로드하여 사용할 수 있다.

### 어도비 에지 인스펙트
어도비 에지 인스펙트(Adobe Edge Inspect)는 컨텐츠를 여러 모바일 장치에서 미리 보기해야 하는 웹 개발자나 디자이너에게 필수적인 프로그램이다. 여러 iOS 및 안드로이드 장치와 컴퓨터를 무선으로 연결할 수 있으며, 연결된 어떤 장치이든 스크린샷을 받고, HTML, CSS 및 자바스크립트의 변경 내용을 실시간으로 볼 수 있다. 현재는 어도비 크리에이티브 클라우드에서 무료로 다운로드하여 사용할 수 있다.